# Плу
Плу (фр. Plou) — коммуна во Франции, находится в регионе Центр. Департамент — Шер. Входит в состав кантона Шарос. Округ коммуны — Бурж.
Код INSEE коммуны — 18181.
Коммуна расположена приблизительно в 210 км к югу от Парижа, в 105 км южнее Орлеана, в 20 км к юго-западу от Буржа.

## Население
Население коммуны на 2008 год составляло 459 человек.
| 1962 | 1968 | 1975 | 1982 | 1990 | 1999 | 2008 |
| ---- | ---- | ---- | ---- | ---- | ---- | ---- |
| 364  | 421  | 469  | 410  | 436  | 436  | 459  |

## Администрация
| Период | Период | Фамилия          | Партия | Примечания |
| ------ | ------ | ---------------- | ------ | ---------- |
| 1946   | 1977   | Берт Субиран     |        |            |
| 1977   | 1983   | Робер Бонно      |        |            |
| 1983   | 1995   | Робер Сеги       |        |            |
| 1995   | 2000   | Жан-Клод Бегасса |        |            |
| 2000   | 2001   | Катрин Туссен    |        |            |
| 2001   | 2014   | Фабрис Шабанс    |        |            |

## Экономика
Основу экономики составляют лесное и сельское хозяйство.
В 2007 году среди 311 человек в трудоспособном возрасте (15-64 лет) 239 были экономически активными, 72 — неактивными (показатель активности — 76,8 %, в 1999 году было 69,7 %). Из 239 активных работали 223 человека (121 мужчина и 102 женщины), безработных было 16 (9 мужчин и 7 женщин). Среди 72 неактивных 19 человек были учениками или студентами, 35 — пенсионерами, 18 были неактивными по другим причинам.

## Достопримечательности
- Церковь Сен-Пьер (XI век)
- Руины замка Фон-Моро (XV век)
- Замок Кастельно (XV век)